# Heinrich Reineke

Heinrich Reineke

Heinrich Reineke (* 2. August 1868 in Pivitsheide Vogtei Lage; † Oktober 1945 in Klein-Nemerow) war ein deutscher Politiker der DVP.

## Leben und Beruf
Nach dem Besuch der Volksschule in Pivitsheide arbeitete Reineke, der evangelischen Glaubens war, zunächst in seiner Lippischen Heimat. 1899 ging er als Ansiedler in die Provinz Posen, wo er einen landwirtschaftlichen Betrieb mit 200 Morgen in Schlehen aufbaute. Er war Unterverbandsdirektor im Verband deutscher Genossenschaften der Provinz Posen und Mitbegründer des Provinzialverbandes Posen des Deutschen Bauernbundes.

## Abgeordneter
Reineke war von 1893 bis 1899 Gemeindevorsteher in Pivitsheide. 1919/20 gehörte er der Weimarer Nationalversammlung an.